# Sunbury Pop Festival
Le Sunbury Pop Festival est un festival de musique organisé chaque année entre 1972 et 1975 près de Sunbury, dans la banlieue de Melbourne, en Australie.

## Histoire
Le Sunbury Pop Festival est organisé par Odessa Promotions, l'entreprise du promoteur John Fowler. Il ne s'agit pas du premier festival de musique pop en Australie, mais c'est le premier à ne pas être déficitaire, grâce aux dizaines de milliers de spectateurs qui se déplacent pour y assister. Il se déroule pendant le long week-end de l'Australia Day, la fête nationale australienne.
La première édition donne lieu au film documentaire Sunbury, réalisé par John Dixon. Elle voit notamment se produire Billy Thorpe and the Aztecs (en), dont la performance acquiert un statut légendaire dans l'histoire du rock australien. La deuxième édition du festival voit le retour en grâce du chanteur de rock 'n' roll Johnny O'Keefe, en perte de popularité depuis le début des années 1960. L'édition 1974 est marquée par l'accueil hostile que réserve le public à Queen, seul groupe étranger programmé cette année-là.
L'édition 1975 souffre d'une fréquentation inférieure aux attentes (seulement 16 000 spectateurs) en raison du temps pluvieux. Une altercation oppose les membres de AC/DC aux roadies de Deep Purple. Les revenus étant moindres qu'attendu, les artistes ayant participé à cette édition ne sont pas rémunérés à l'exception de Deep Purple, payé d'avance, et du chanteur Jim Keays (en), sponsorisé par Colonial Jeans. Plus tard la même année, Deep Purple prévoit une tournée en Australie, mais le syndicat des artistes australiens menace d'empêcher le groupe d'entrer dans le pays si une solution n'est pas trouvée pour indemniser les artistes ayant participé au festival. En fin de compte, Deep Purple accepte de verser une certaine somme au syndicat qui la redistribue à ses membres.
Odessa Promotions entre en liquidation judiciaire après le fiasco du l'édition 1975 et la quatrième édition du festival est sa dernière.

## Participants

### 1972
La première édition du festival se déroule du 29 au 31 janvier 1972. Le maître de cérémonie est Gerry Humphreys, ex-chanteur des Loved Ones.
- Blackfeather
- The Bushwhackers and Bullockies Bush Band (en)
- The Captain Matchbox Whoopee Band (en)
- Glenn Cardier
- Carson (en)
- Chain (en)
- Company Caine (en)
- Country Radio (en)
- Friends (en)
- Healing Force
- Indelible Murtceps
- The La De Da's (en)
- MacKenzie Theory (en)
- Madder Lake (en)
- Phil Manning (en)
- Max Merritt and the Meteors (en)
- Barry McCaskill and the Levi Smith Clefs (en)
- Pilgrimage
- Pirana
- Wendy Saddington (en)
- SCRA (en)
- Spectrum
- Tamam Shud
- Billy Thorpe and the Aztecs (en)
- Total Fire Band
- Wild Cherries (en)

### 1973
La deuxième édition du festival se déroule du 27 au 29 janvier 1973. L'acteur Paul Hogan joue les maîtres de cérémonie.
- Bakery (en)
- Band of Light (en)
- Blackfeather
- Glenn Cardier
- Carson (en)
- Coloured Balls
- Country Radio (en)
- The Flying Circus (en)
- Friends (en)
- Healing Force
- MacKenzie Theory (en)
- Madder Lake (en)
- Max Merritt and the Meteors (en)
- Mighty Mouse
- Mississippi
- Johnny O'Keefe
- Sid Rumpo (en)
- The 69'ers (en)
- Spirit
- Matt Taylor (en)
- Dutch Tilders (en)
- Billy Thorpe and the Aztecs (en)

### 1974
La troisième édition du festival se déroule du 25 au 28 janvier 1974. Le chanteur Jim Keays (en), ex-Masters Apprentices, est maître de cérémonie.
- Ayers Rock
- Blackfeather
- Buster Brown (en)
- Chain (en)
- Daddy Cool
- The Dingoes (en)
- Full Moon
- Kush (en)
- MacKenzie Theory (en)
- Madder Lake (en)
- Queen
- Ross Ryan (en)
- Sid Rumpo (en)
- The 69'ers (en)
- Skyhooks
- Matt Taylor (en)

### 1975
La quatrième et dernière édition du festival se déroule du 25 au 27 janvier 1975.
- AC/DC
- Ariel
- Ayers Rock
- The Captain Matchbox Whoopee Band (en)
- Daddy Cool
- Deep Purple
- The Dingoes (en)
- Renée Geyer & Sanctuary (en)
- Jim Keays (en)
- The Keystone Angels
- The La De Da's (en)
- Kush (en)
- Madder Lake (en)
- Ross Ryan (en)
- Sherbet
- Skyhooks

## Enregistrements
Le festival de 1972 donne lieu au double album Sunbury qui rassemble des extraits des performances de plusieurs artistes. Un album reprenant uniquement le set de Billy Thorpe and the Aztecs est également publié sous le titre Live! At Sunbury (en).
Le festival de 1973 est immortalisé par le triple album Sunbury 1973: The Great Australian Rock Festival. Le set du groupe Carson est également publié sous le titre On the Air.
Le festival de 1974 donne lieu à deux albums simples, Highlights of Sunbury '74 Part 1 et Part 2. Le groupe Blackfeather en tire un album intitulé simplement Live!